# Pacarisha
La laguna Pacarisha (en quechua: Pakarishakucha) es un depósito natural de agua dulce situado en el distrito peruano de Chacas, dentro de la cadena montañosa denominada Cordillera Blanca y del espacio natural protegido del parque nacional Huascarán. Se localiza a 4410 m s. n. m.
La laguna se originó por la desglaciación del glaciar noreste —hoy desaparecido— del nevado Perlilla. Es la laguna más grande del grupo de cinco lagunas que se emplazan en la cuenca sur del río Vesubio. Posee una coloración turquesa, y se ubica a dos horas a pie de la trocha carrozable, ubicada en la quebrada Vesubio.